# 稍来山

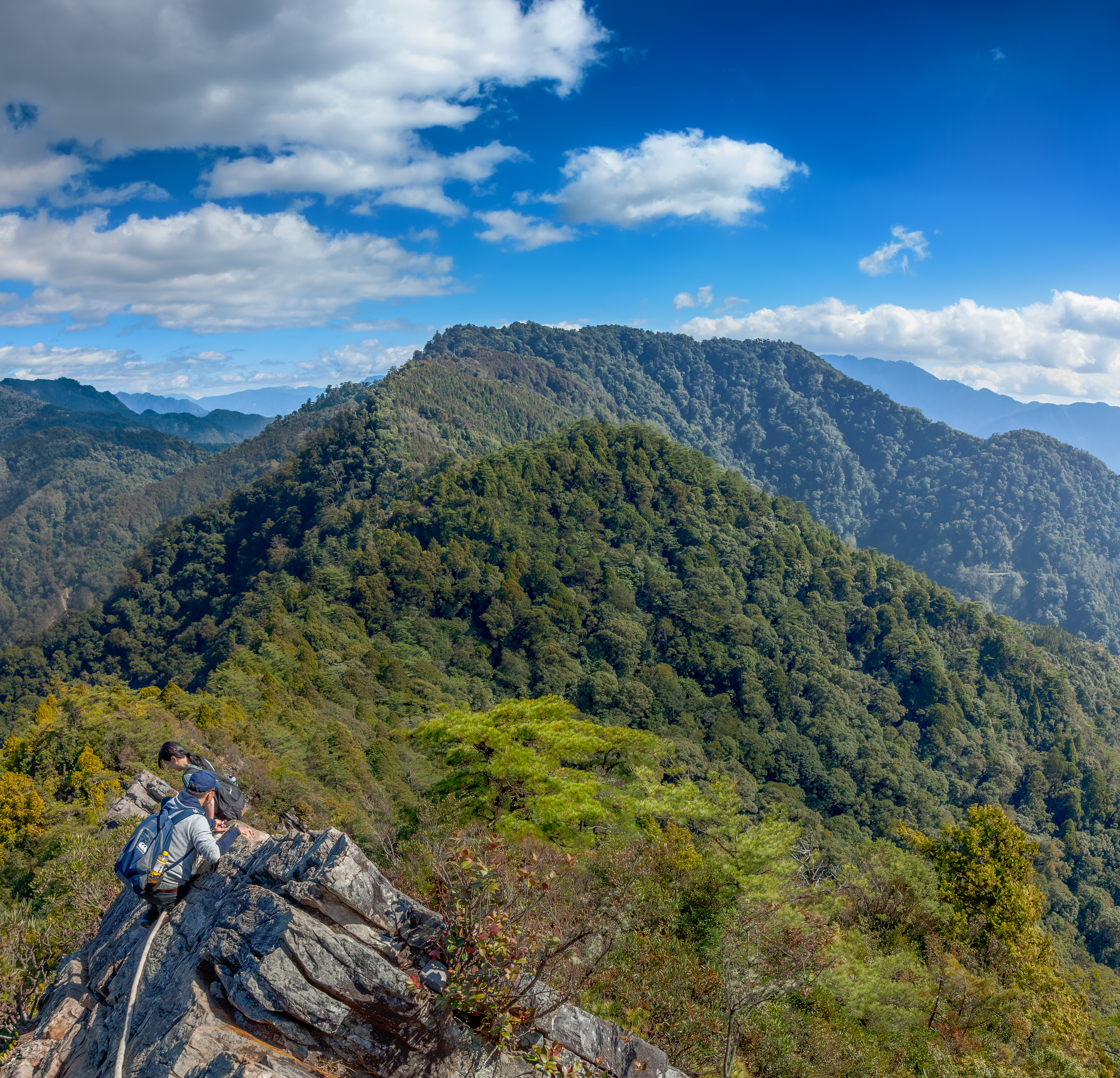
鳶嘴山から稍来山を望む

稍来山（しょうらいさん、中国語: 稍來山、英語: Mount Shaolai）は、台湾台中市和平区にある山で、中坑里と博愛里にまたがっていて、植生は広葉樹林と針葉樹林が優占している。最高地点は海抜2319.3メートルで、台湾小百岳および台湾百名山の一つである。北側と西側はそれぞれ大安渓の支流である烏石坑渓と大甲渓の支流である東卯渓の源流である。この北西の300メートル先の峰（海抜2307メートル）には、中坑里の最高地点である二等三角点1543があり、この南へ400メートル先の峰（南峰、標高2298.6メートル）には、森林三角点がある。2307峰の頂上は休憩台になっており、交通部中央気象署が大雪山国家森林遊楽区に設置した自動降雨量測定システムの設置場所となっている[10]。同時に、使われずに放置されている林火事展望台もあり、西側は鳶嘴山、橫嶺山へと連なっており、遠くには新社区の河岸段丘と台中盆地が見渡せる。
稍来山の南西部は日本統治以前、稍来社の所在地であったため、この名があり、漢字で書かれた稍来山は1910年代末の地図にも登場している。西北西の鳶嘴山・醜崠山：肥崠山稜線の尾根、南の屋我尾山、北東の船型山・鞍馬山・小雪山の尾根がすべて稍来山で交差しており、一座で三重峰となっている。また、鳶嘴山から稍来山を経て小雪山に至るルートは、鳶嘴稍來小雪・台湾国家自然歩道として計画されており[18]、鳶嘴山から稍来山を経て屋我尾山北峰に至る稜線は、大雪山国立森林遊楽地の南西の境界となっている。

## 参照項目
- 雪覇国家公園
- 大雪山 (台湾)